# هامیلتون (کلرادو)
هامیلتون (به انگلیسی: Hamilton) یک منطقهٔ مسکونی در ایالات متحده آمریکا است که در شهرستان موفات، کلرادو واقع شده‌است. هامیلتون ۱٬۹۰۳ متر بالاتر از سطح دریا واقع شده‌است.